# Správní obvod obce s rozšířenou působností Lipník nad Bečvou
Správní obvod obce s rozšířenou působností Lipník nad Bečvou je od 1. ledna 2003 jedním ze tří správních obvodů rozšířené působnosti obcí v okrese Přerov v Olomouckém kraji. Čítá 14 obcí.
Město Lipník nad Bečvou je zároveň obcí s pověřeným obecním úřadem, přičemž oba správní obvody jsou územně totožné.

## Seznam obcí
Poznámka: Města jsou vyznačena tučně.
- Bohuslávky
- Dolní Nětčice
- Dolní Újezd
- Hlinsko
- Horní Nětčice
- Jezernice
- Kladníky
- Lhota
- Lipník nad Bečvou
- Osek nad Bečvou
- Radotín
- Soběchleby
- Týn nad Bečvou
- Veselíčko

## Obyvatelstvo
| Rok  | Obyv.  | ± %    |
| ---- | ------ | ------ |
| 1869 | 14 232 | —      |
| 1880 | 15 034 | +5,6 % |
| 1890 | 15 134 | +0,7 % |
| 1900 | 15 639 | +3,3 % |
| 1910 | 16 222 | +3,7 % |

| Rok  | Obyv.  | ± %    |
| ---- | ------ | ------ |
| 1921 | 15 631 | −3,6 % |
| 1930 | 17 016 | +8,9 % |
| 1950 | 16 319 | −4,1 % |
| 1961 | 16 448 | +0,8 % |
| 1970 | 16 069 | −2,3 % |

| Rok  | Obyv.  | ± %    |
| ---- | ------ | ------ |
| 1980 | 15 172 | −5,6 % |
| 1991 | 15 476 | +2 %   |
| 2001 | 15 442 | −0,2 % |
| 2011 | 14 890 | −3,6 % |
| 2021 | 14 544 | −2,3 % |